# Voria parva
Voria parva är en tvåvingeart som först beskrevs av Johnson 1920.  Voria parva ingår i släktet Voria och familjen parasitflugor.
Artens utbredningsområde är Jamaica. Inga underarter finns listade i Catalogue of Life.